# Coniopteryx
Coniopteryx is een geslacht van insecten uit de familie van de dwerggaasvliegen (Coniopterygidae), die tot de orde netvleugeligen (Neuroptera) behoort. 

## Soorten

### OndergeslachtConiopteryx
- C. (Coniopteryx) abdominalis Okamoto, 1905
- C. (Coniopteryx) alifera C.-k. Yang & Z.-q. Liu, 1994
- C. (Coniopteryx) alticola Sziráki, 2002
- C. (Coniopteryx) ambigua Withycombe, 1925
- C. (Coniopteryx) arctica Z.-q. Liu & C.-k. Yang, 1998
- C. (Coniopteryx) aspoecki Kis, 1967
- C. (Coniopteryx) bifida Monserrat, 1989
- C. (Coniopteryx) biroi Enderlein, 1906
- C. (Coniopteryx) bispinalis Z.-q. Liu & C.-k. Yang, 1993
- C. (Coniopteryx) borealis Tjeder, 1930
- C. (Coniopteryx) caffer Tjeder, 1957
- C. (Coniopteryx) californica Meinander, 1974
- C. (Coniopteryx) callangana Enderlein, 1906
- C. (Coniopteryx) ceylonica Meinander, 1982
- C. (Coniopteryx) compressa C.-k. Yang & Liu, 1999
- C. (Coniopteryx) crispicornis Z.-q. Liu & C.-k. Yang in C. Yang & Liu, 1994
- C. (Coniopteryx) curvicaudata Sziráki, 1997
- C. (Coniopteryx) choui Z.-q. Liu & C.-k. Yang, 1998
- C. (Coniopteryx) dactylifrons C.-k. Yang & Liu, 1999
- C. (Coniopteryx) delta V. Johnson, 1981
- C. (Coniopteryx) dominicana Meinander, 1974
- C. (Coniopteryx) dorisae Monserrat, 1983
- C. (Coniopteryx) dorsicornis V. Johnson, 1981
- C. (Coniopteryx) exigua Withycombe, 1925
- C. (Coniopteryx) ezequi Monserrat, 1984
- C. (Coniopteryx) falciger Karny, 1923
- C. (Coniopteryx) fitchi Banks, 1895
- C. (Coniopteryx) forcipata V. Johnson, 1981
- C. (Coniopteryx) freytagorum V. Johnson, 1978
- C. (Coniopteryx) gibberosa C.-k. Yang & Z.-q. Liu, 1994
- C. (Coniopteryx) goniocera Meinander, 1972
- C. (Coniopteryx) gordica Meinander, 1983
- C. (Coniopteryx) gozmanyi Sziráki & van Harten, 2006
- C. (Coniopteryx) greenpeace Monserrat, 1994
- C. (Coniopteryx) guangxiana Z.-q. Liu & C.-k. Yang in C. Yang & Liu, 1994
- C. (Coniopteryx) helvola Zakharenko, 1987
- C. (Coniopteryx) hoelzeli H. Aspöck, 1964
- C. (Coniopteryx) insularis Meinander, 1972
- C. (Coniopteryx) jorgei Meinander in Meinander & Penny, 1982
- C. (Coniopteryx) kaindiensis New, 1988
- C. (Coniopteryx) latipalpis Meinander, 1972
- C. (Coniopteryx) lobata Meinander, 1972
- C. (Coniopteryx) lobifrons Murphy & Lee, 1971
- C. (Coniopteryx) longistyla Sziráki, 1994
- C. (Coniopteryx) macroscapes Meinander, 1990
- C. (Coniopteryx) madagascariensis Meinander, 1974
- C. (Coniopteryx) mexicana Meinander, 1974
- C. (Coniopteryx) minuta Meinander, 1972
- C. (Coniopteryx) miraparameris Z.-q. Liu & C.-k. Yang in C. Yang & Liu, 1994
- C. (Coniopteryx) morenoae Monserrat, 1998
- C. (Coniopteryx) morobensis Meinander, 1990
- C. (Coniopteryx) nanningana Z.-q. Liu & C.-k. Yang in C. Yang & Liu, 1994
- C. (Coniopteryx) notata Kimmins, 1952
- C. (Coniopteryx) palpalis Meinander, 1972
- C. (Coniopteryx) pallescens Meinander, 1972
- C. (Coniopteryx) paranana Meinander, 1990
- C. (Coniopteryx) parrasi Monserrat, 1998
- C. (Coniopteryx) peruviensis Meinander, 1990
- C. (Coniopteryx) plagiotropa Z.-q. Liu & C.-k. Yang, 1997
- C. (Coniopteryx) portilloi Monserrat, 1982
- C. (Coniopteryx) praecisa C.-k. Yang & Z.-q. Liu, 1994
- C. (Coniopteryx) prehensilis Murphy & Lee, 1971
- C. (Coniopteryx) protrufrons C.-k. Yang & Liu, 1999
- C. (Coniopteryx) pygmaea Enderlein, 1906
- C. (Coniopteryx) quadricephala V. Johnson, 1981
- C. (Coniopteryx) riomunica Monserrat, 1989
- C. (Coniopteryx) sclerotica Meinander, 1998
- C. (Coniopteryx) simplex Meinander, 1974
- C. (Coniopteryx) simplicior Meinander, 1972
- C. (Coniopteryx) stenoptera Monserrat, 1989
- C. (Coniopteryx) tagalica (Banks, 1937)
- C. (Coniopteryx) tineiformis Curtis, 1834
- C. (Coniopteryx) trihamantennata Monserrat, 1989
- C. (Coniopteryx) unispinalis Z.-q. Liu & C.-k. Yang in C. Yang & Liu, 1994
- C. (Coniopteryx) vanharteni Sziráki, 1997
- C. (Coniopteryx) vittiformis Z.-q. Liu & C.-k. Yang, 1998
- C. (Coniopteryx) westwoodii (Fitch, 1855)
- C. (Coniopteryx) wuyishana C.-k. Yang & Liu, 1999
- C. (Coniopteryx) zomborii Sziráki, 2001

### OndergeslachtHoloconiopteryx
- C. (Holoconiopteryx) drammonti Rousset, 1964
- C. (Holoconiopteryx) haematica McLachlan, 1868
- C. (Holoconiopteryx) lindbergi Tjeder, 1957
- C. (Holoconiopteryx) renate Rausch & H. Aspöck, 1977
- C. (Holoconiopteryx) tenuicornis Tjeder, 1969
- C. (Holoconiopteryx) turneri Kimmins, 1935
- C. (Holoconiopteryx) verticicornis Monserrat, 1989

### OndergeslachtMetaconiopteryx
- C. (Metaconiopteryx) arcuata Kis, 1965
- C. (Metaconiopteryx) esbenpeterseni Tjeder, 1930
- C. (Metaconiopteryx) lentiae H. Aspöck & U. Aspöck, 1964
- C. (Metaconiopteryx) tjederi Kimmins, 1934

### OndergeslachtProtoconiopteryx
- C. (Protoconiopteryx) australis Meinander, 1972

### OndergeslachtScotoconiopteryx
- C. (Scotoconiopteryx) amazonica Meinander, 1980
- C. (Scotoconiopteryx) angustipennis Enderlein, 1906
- C. (Scotoconiopteryx) ariasi Meinander, 1980
- C. (Scotoconiopteryx) biapicata Meinander, 1983
- C. (Scotoconiopteryx) bicornis Meinander in Meinander & Penny, 1982
- C. (Scotoconiopteryx) bilinguata Meinander, 1990
- C. (Scotoconiopteryx) brasiliensis Meinander, 1983
- C. (Scotoconiopteryx) canopia Meinander in Meinander & Penny, 1982
- C. (Scotoconiopteryx) confluens Meinander, 1983
- C. (Scotoconiopteryx) cucuminicola Meinander in Meinander & Penny, 1982
- C. (Scotoconiopteryx) cyphodera V. Johnson, 1978
- C. (Scotoconiopteryx) chilensis Meinander, 1990
- C. (Scotoconiopteryx) flinti Meinander, 1975
- C. (Scotoconiopteryx) fumata Enderlein, 1907
- C. (Scotoconiopteryx) fumicolor Meinander, 1972
- C. (Scotoconiopteryx) furcata Meinander, 1983
- C. (Scotoconiopteryx) gonzalezi Meinander, 1990
- C. (Scotoconiopteryx) indivisa Meinander, 1980
- C. (Scotoconiopteryx) isthmicola Meinander, 1972
- C. (Scotoconiopteryx) panamensis Meinander, 1974
- C. (Scotoconiopteryx) paraensis Meinander, 1990
- C. (Scotoconiopteryx) pennyi Meinander, 1980
- C. (Scotoconiopteryx) quadricornis Meinander in Meinander & Penny, 1982
- C. (Scotoconiopteryx) rafaeli Meinander, 1990
- C. (Scotoconiopteryx) rondoniensis Meinander in Meinander & Penny, 1982
- C. (Scotoconiopteryx) silvicola Meinander in Meinander & Penny, 1982
- C. (Scotoconiopteryx) sinuata Meinander, 1983
- C. (Scotoconiopteryx) torquata Meinander, 1980
- C. (Scotoconiopteryx) trispina Meinander, 1983
- C. (Scotoconiopteryx) tucumana Navás, 1930

### OndergeslachtXeroconiopteryx
- C. (Xeroconiopteryx) accrana Meinander, 1975
- C. (Xeroconiopteryx) aegyptiaca Withycombe, 1924
- C. (Xeroconiopteryx) aequatoriana Monserrat, 1989
- C. (Xeroconiopteryx) appendiculata Sziráki, 1997
- C. (Xeroconiopteryx) armata Sziráki & van Harten, 2006
- C. (Xeroconiopteryx) atlantica Ohm, 1963
- C. (Xeroconiopteryx) atlasensis Meinander, 1963
- C. (Xeroconiopteryx) balkhashica Zakharenko, 1988
- C. (Xeroconiopteryx) bicuspis Tjeder, 1957
- C. (Xeroconiopteryx) botswana Meinander, 1998
- C. (Xeroconiopteryx) brevicornis Sziráki, 1994
- C. (Xeroconiopteryx) brothersi Meinander, 1983
- C. (Xeroconiopteryx) canadensis Meinander, 1972
- C. (Xeroconiopteryx) canariensis Monserrat, 2002
- C. (Xeroconiopteryx) caudata Sziráki & van Harten, 2006
- C. (Xeroconiopteryx) collaris Sziráki, 1997
- C. (Xeroconiopteryx) crassicornis Esben-Petersen, 1928
- C. (Xeroconiopteryx) dentifera Meinander, 1983
- C. (Xeroconiopteryx) deserta Meinander, 1979
- C. (Xeroconiopteryx) diversicornis Meinander, 1972
- C. (Xeroconiopteryx) dudichi Sziráki & van Harten, 2006
- C. (Xeroconiopteryx) endroedyi Sziráki, 1994
- C. (Xeroconiopteryx) falcata Meinander, 1995
- C. (Xeroconiopteryx) frontalis Meinander, 1983
- C. (Xeroconiopteryx) ghanana Sziráki, 1994
- C. (Xeroconiopteryx) hastata Meinander, 1998
- C. (Xeroconiopteryx) israelensis Meinander, 1998
- C. (Xeroconiopteryx) kerzhneri Meinander, 1971
- C. (Xeroconiopteryx) ketiae Monserrat, 1985
- C. (Xeroconiopteryx) kisi Sziráki, 1994
- C. (Xeroconiopteryx) laticaudata Sziráki, 1994
- C. (Xeroconiopteryx) laticornis Meinander, 1972
- C. (Xeroconiopteryx) latigonarcuata Meinander, 1972
- C. (Xeroconiopteryx) latilobis Meinander, 1975
- C. (Xeroconiopteryx) latistylus Meinander, 1982
- C. (Xeroconiopteryx) loipetsederi H. Aspöck, 1963
- C. (Xeroconiopteryx) loksai Sziráki & van Harten, 2006
- C. (Xeroconiopteryx) maculithorax Enderlein, 1906
- C. (Xeroconiopteryx) makarkini Sziráki, 1997
- C. (Xeroconiopteryx) manka H. Aspöck & U. Aspöck, 1965
- C. (Xeroconiopteryx) martinmeinanderi Sziráki & van Harten, 2006
- C. (Xeroconiopteryx) meinanderi V. Johnson, 1981
- C. (Xeroconiopteryx) minana C.-k. Yang & Liu, 1999
- C. (Xeroconiopteryx) mongolica Meinander, 1969
- C. (Xeroconiopteryx) mucrogonarcuata Meinander, 1979
- C. (Xeroconiopteryx) namibica Tjeder, 1987
- C. (Xeroconiopteryx) obtusa Withycombe, 1925
- C. (Xeroconiopteryx) occidentalis Meinander, 1972
- C. (Xeroconiopteryx) orba Rausch & H. Aspöck, 1978
- C. (Xeroconiopteryx) orientalis Meinander, 1972
- C. (Xeroconiopteryx) pacifista Monserrat, 1994
- C. (Xeroconiopteryx) papuensis Meinander, 1990
- C. (Xeroconiopteryx) pembertoni Kimmins, 1953
- C. (Xeroconiopteryx) perisi Monserrat, 1976
- C. (Xeroconiopteryx) pinkeri H. Aspöck & U. Aspöck, 1965
- C. (Xeroconiopteryx) platyarcus Sziráki & van Harten, 2006
- C. (Xeroconiopteryx) qiongana Z.-q. Liu & C.-k. Yang, 2002
- C. (Xeroconiopteryx) ressli Rausch & H. Aspöck, 1978
- C. (Xeroconiopteryx) rostrogonarcuata H. Aspöck & U. Aspöck, 1968
- C. (Xeroconiopteryx) sanana Sziráki, 1997
- C. (Xeroconiopteryx) sestertia Meinander, 1998
- C. (Xeroconiopteryx) spatulifera Meinander, 1983
- C. (Xeroconiopteryx) squamata Meinander, 1983
- C. (Xeroconiopteryx) squamifera Meinander, 1972
- C. (Xeroconiopteryx) stuckenbergi Tjeder, 1957
- C. (Xeroconiopteryx) stylobasalis Sziráki & van Harten, 2006
- C. (Xeroconiopteryx) texana Meinander, 1972
- C. (Xeroconiopteryx) tillyardi Meinander, 1972
- C. (Xeroconiopteryx) topali Sziráki, 1992
- C. (Xeroconiopteryx) triantennata Monserrat, 1994
- C. (Xeroconiopteryx) tropica Sziráki, 1994
- C. (Xeroconiopteryx) ujhelyii Sziráki, 1992
- C. (Xeroconiopteryx) unguicaudata Sziráki & Greve, 1996
- C. (Xeroconiopteryx) unguigonarcuata H. Aspöck & U. Aspöck, 1968
- C. (Xeroconiopteryx) unguihipandriata Monserrat, 1997
- C. (Xeroconiopteryx) unicef Monserrat, 1997
- C. (Xeroconiopteryx) venustula Rausch & H. Aspöck, 1978
- C. (Xeroconiopteryx) virgina Meinander, 1990
- C. (Xeroconiopteryx) vojnitsi Sziráki, 1994
- C. (Xeroconiopteryx) wittmeri Meinander, 1979
- C. (Xeroconiopteryx) wowifuna Monserrat, 1994
- C. (Xeroconiopteryx) zulu Tjeder, 1957

### Niet gebonden aan een ondergeslacht
- C. albostriata Tjeder, 1957
- C. alinica Sziráki, 1992
- C. diptera Meinander, 1971
- C. enderleini Meunier, 1910
- C. fuscicornis (Navás, 1914)
- C. haitiensis Smith, 1931
- C. javana Enderlein, 1907
- C. nigeriana Meinander, 1975
- C. obscura Navás, 1934
- C. phaeoptera (Enderlein, 1906)
- C. ralumensis Enderlein, 1906
- C. sudanica Meinander, 1965
- C. timida (Hagen in Berendt, 1856)